# Lawrence Sullivan

Bischofswappen von Lawrence Sullivan

Lawrence John Sullivan (* 22. Januar 1966 in Chicago) ist ein US-amerikanischer römisch-katholischer Geistlicher und Weihbischof in Chicago.

## Leben
Lawrence Sullivan erlangte zunächst 1988 am Niles College Seminary der Loyola University Chicago einen Bachelor of Arts im Fach Politikwissenschaft. Später studierte er Philosophie und Katholische Theologie am Mundelein Seminary in Mundelein. Dort erwarb er 1992 einen Master of Theology. Am 23. Mai 1992 empfing er in der Kathedrale Holy Name in Chicago durch den Erzbischof von Chicago, Joseph Kardinal Bernardin, das Sakrament der Priesterweihe für das Erzbistum Chicago.
Nach der Priesterweihe war Sullivan zunächst als Pfarrvikar und ab 1999 schließlich als Pfarrer der Pfarrei Saint Celestine in Elmwood Park tätig. Von 2008 bis 2014 war er Pfarrer der Pfarrei Saint Christina in Chicago. Ab 2014 wirkte Sullivan als Pfarrer der Pfarrei Christ the King in Chicago. Zudem war er ab 2017 für die katholischen Friedhöfe im Erzbistum Chicago verantwortlich und fungierte ab 2023 auch als Bischofsvikar für das Vikariat VI. Darüber hinaus war er stellvertretender Vorsitzender des Priesterrats des Erzbistums Chicago und gehörte dem Konsultorenkollegium und ab 2015 dem Archdiocesan School Board an. Daneben erlangte er 2019 an der Katholischen Universität von Amerika in Washington, D.C. einen Master of Science im Fach kirchliches Management.
Am 20. Dezember 2024 ernannte ihn Papst Franziskus zum Titularbischof von Lamphua und zum Weihbischof in Chicago. Der Erzbischof von Chicago, Blase Joseph Kardinal Cupich, spendete ihm und den mit ihm ernannten Weihbischöfen Timothy O’Malley, José María García Maldonado, Robert Fedek und John Siemianowski am 26. Februar 2025 in der Kathedrale Holy Name in Chicago die Bischofsweihe; Mitkonsekratoren waren der Erzbischof von Milwaukee, Jeffrey Grob, und der Erzbischof von Cincinnati, Robert Casey. Sein Wahlspruch Walk humbly with God („Demütig mit Gott wandeln“) stammt aus Micha 6,8 .